# Jesús Pareja
Jesús Pareja Mayo (ur. 6 marca 1955 roku w Guadalajarze) – hiszpański kierowca wyścigowy.

## Kariera
Pareja rozpoczął karierę w wyścigach samochodowych w 1983 roku od startów w Alfasprint European Cup. Z dorobkiem 36 punktów uplasował się na dziesiątej pozycji w klasyfikacji generalnej. W późniejszych latach Hiszpan pojawiał się także w stawce FIA World Endurance Championship, Renault Alpine V6 Europe, All Japan Sports-Prototype Championship, World Sports-Prototype Championship, World Touring Car Championship, Porsche 944 Turbo Cup, European Touring Car Championship, Renault Elf Turbo Europa Cup, All Japan Sports Prototype Car Endurance Championship, 24-godzinnego wyścigu Le Mans, Sportscar World Championship, Interserie Div. 1, Porsche Supercup, Spanish Touring Car Championship oraz Global GT Championship.